# Buster
Buster is een Britse romantische komische misdaadfilm uit 1988, geregisseerd door David Green. De film is gebaseerd op gebeurtenissen uit de grote treinroof. De hoofdrollen worden vertolkt door Phil Collins, Julie Walters en Larry Lamb. De soundtrack bevatte twee singles "A Groovy Kind of Love" en "Two Hearts" van Collins die bovenaan de Amerikaanse Billboard Hot 100-hitlijst stonden. De schrijvers van het lied "Two Hearts", Collins en Lamont Dozier werden genomineerd voor een Oscar voor beste filmsong en wonnen daadwerkelijk een Golden Globe en Grammy Award in dezelfde categorieën daarmee.

## Verhaal
Buster en June zijn een stel dat probeert te overleven in een gehuurd appartement in Londen. Buster is een kruimeldief die het geluk had nooit te zijn gearresteerd. In augustus 1963 beroven hij en zijn bende een posttrein van Glasgow naar Londen. De actie leidt tot een politie-operatie die verschillende collega's van Buster arresteert, maar hij en June weten te ontsnappen naar Mexico. Al snel verdwijnt het geld van de overval in het riool en ontdekken ze dat ze niet in dat land passen. June heeft heimwee en Buster, altijd bereid om haar te plezieren, zet de grote stap. Hij keert terug naar Engeland en geeft zich aan bij de politie.

## Rolverdeling
| Acteur              | Personage                |
| ------------------- | ------------------------ |
| Phil Collins        | Buster Edwards           |
| Julie Walters       | June Edwards             |
| Larry Lamb          | Bruce Reynolds           |
| Stephanie Lawrence  | Franny Reynolds          |
| Ellie Beaven        | Nicky Edwards            |
| Michael Attwell     | Harry                    |
| Ralph Brown         | Ronnie Biggs             |
| Christopher Ellison | George                   |
| Sheila Hancock      | Mrs. Rothery             |
| Martin Jarvis       | Inspecteur Jack Mitchell |
| Clive Wood          | Sergeant Chalmers        |
| Anthony Quayle      | Sir James McDowell       |
| Michael Byrne       | Poyser                   |
| Harold Innocent     | Justitie Parry           |
| Rupert Vansittart   | Fairclough               |

## Soundtrack
1. "Two Hearts" – Phil Collins
2. "Just One Look" – The Hollies
3. "Big Noise" – Phil Collins
4. "The Robbery" – Anne Dudley
5. "I Got You Babe" – Sonny & Cher
6. "Keep On Running" – The Spencer Davis Group
7. "Loco in Acapulco" – Four Tops
8. "How Do You Do It?" – Gerry and The Pacemakers
9. "I Just Don't Know What to Do with Myself" – Dusty Springfield
10. "Sweets for My Sweet" – The Searchers
11. "Will You Still Be Waiting" – Anne Dudley
12. "A Groovy Kind of Love" – Phil Collins

## Prijzen en nominaties
| Jaar | Prijs               | Categorie                                       | Genomineerde(n) | Uitslag     |
| ---- | ------------------- | ----------------------------------------------- | --- | ----------- |
| 1989 | Academy Award       | Beste originele nummer                          | Lamont Dozier & Phil Collins (voor "Two Hearts")                                                                   | Genomineerd |
| 1989 | BMI Film & TV Award | Meest uitgevoerde song uit een film             | Lamont Dozier & Phil Collins (voor "Two Hearts")                                                                   | Gewonnen    |
| 1989 | Brit Award          | Beste soundtrack                                | Beste soundtrack                                                                                                   | Gewonnen    |
| 1989 | Golden Globe        | Beste filmsong                                  | Lamont Dozier & Phil Collins (voor "Two Hearts", gedeeld met "Let the River Run" van Carly Simon uit Working Girl) | Gewonnen    |
| 1989 | Grammy Award        | Beste song geschreven voor film of tv-programma | Lamont Dozier & Phil Collins (voor "Two Hearts")                                                                   | Gewonnen    |